# Maureen Williams
Maureen Williams (ur. 9 maja 1986) – nigeryjska lekkoatletka specjalizująca się w skoku o tyczce. Medalistka mistrzostw kraju

## Rekordy życiowe
- skok o tyczce - 3,20 (2009) rekord Nigerii (wyrównany rezultat Victorii Itodo z 2007)